# 西涯俠
《西涯俠》是由萬合天宜和優酷聯合出品的科學武俠喜劇，於山東濟南開拍。故事講述了一個熱愛科學的物理老師李西涯（至尊玉飾），在參加俠考時碰上了秦歡（白客飾）、秦雙（郭瑋潔飾）兄妹，三人踏上俠客之旅。於2016年12月12日登陸優酷。截至2017年1月10日，點擊率已突破6億。

## 演員
| 演員     | 角色       |
| 至尊玉   | 李西涯     |
| 白客     | 秦歡       |
| 郭瑋潔   | 秦雙       |
| 小愛     | 岳昊       |
| 梁家仁   | 左丘子     |
| 李子雄   | 秦朔       |
| 柯達     | 陸子豪     |
| 標馬     | 陸伯瀚     |
| 呂建偉   | 嚴頗       |
| 黃一飛   | 飛叔       |
| 苑瓊丹   | 李西涯養母 |
| 陳晨     | 穆尚香     |
| 周劍飛   | 鷹九       |
| 任青安   | 單雨       |
| 孔連順   | 俠考主持人 |
| 黃一山   | 俠考鎮嚮導 |
| 何花     | 劉鎂鋁     |
| 汪聰     | 小虎姐姐   |
| 肜耀忠   | 杜無量     |
| 寶木中陽 | 金復來     |
| 艾勁     | 艾勁       |

## 網路劇原聲帶
| 曲別   | 歌名   | 演唱者   | 作詞   | 作曲   |
| 片頭曲 | 西涯俠 | 郭純     | 艾勁   | 郭純   |
| 片尾曲 | 無俠   | 吉克雋逸 | 林嘻嘻 | 吳夢奇 |